# Noelle
Noelle es una película estadounidense de comedia de fantasía navideña de 2019 producida por Walt Disney Pictures. Fue dirigida y escrita por Marc Lawrence. Es protagonizada por Anna Kendrick como Noelle Kringle, la hija de Santa Claus. También aparecen Bill Hader, Kingsley Ben-Adir, Billy Eichner, Julie Hagerty y Shirley MacLaine. 
Noelle fue lanzada el 12 de noviembre de 2019 en Disney+. Recibió críticas generalmente mixtas de los críticos. 

## Argumento
En el Polo Norte, los preparativos para la próxima Navidad se están llevando a cabo rápidamente. Después de la prematura muerte del actual Papá Noel cinco meses antes, su hijo, Nick Kringle, está teniendo dificultades para completar su entrenamiento para convertirse en el próximo Papá Noel. Su hermana menor, Noelle, que ha sido la encargada de distribuir y mantener el espíritu navideño, continúa apoyándolo, e incluso le sugiere tomarse el fin de semana libre para evitar el estrés y relajarse antes del gran día. Cumpliendo, Nick se va durante la noche con los renos y no regresa después del fin de semana.
Cuando el reno regresa sin Nick y Noelle admite haberle dado un consejo controvertido, los elfos se enojan con ella. Los ancianos elfos designan por la fuerza a su primo Gabriel, el soporte técnico de los Kringles, para que lo sustituya como el nuevo Santa. Apesadumbrada y desolada, Noelle deduce que Nick huyó a Phoenix, Arizona , y se va con el trineo y los renos junto a su niñera de la infancia, Polly.
Se establecieron en un centro comercial. Con el permiso de la gerente Helen Rojas y el apoyo de los clientes y la creencia de que se trataba de una exhibición navideña, Noelle se dirige a la ciudad para encontrar a Nick, dejando que Polly se encargue del trineo y los renos. Conoce y contrata a Jake Hapman, investigador privado y padre soltero que se había divorciado recientemente, para localizar a Nick. Noelle también interactúa con el entusiasta hijo de Jake, Alex, y varias otras personas, descubriendo que puede comprender y comunicarse en otros idiomas (incluido el lenguaje de señas estadounidense), así como distinguir lo malo de lo bueno.
Jake rastrea a Nick hasta un estudio de yoga, donde Nick está entusiasmado de ver a Noelle pero no puede regresar al norte y convertirse en Santa. Después de una acalorada discusión, Noelle abandona el edificio. Regresa al centro comercial, donde su amigo reno Snowcone llega con una carta de la Sra. Claus informándole sobre la situación en casa y ordenándole que busque y lleve a Nick a casa. Durante el tiempo que Noelle estuvo fuera, Gabriel había usado un algoritmo para determinar que solo había 2.837 niños "agradables" en el mundo, para horror de los elfos y la Sra. Claus.
Con la ayuda de Snowcone, Noelle busca a Nick hasta un retiro de yoga en el Jardín Botánico del Desierto y lo convence de que regrese. Nick se encuentra con ella y Polly en el centro comercial al día siguiente y Noelle le pide que continúe entrenando siendo un Santa del centro comercial. Mientras Nick descubre el mensaje de texto que Gabriel envía a los niños, Jake descubre que Noelle le contó a Alex sobre su deseo de Navidad, algo que le resulta incómodo ya que su exesposa se volvió a casar. Noelle se derrumba y revela que ella es la hija de Santa, lo que hace que se vaya. Cuando Nick es abordado por el centro comercial Santa, Noelle interviene y accidentalmente hiere a un oficial de policía, lo que hace que la arresten y luego la hospitalicen para una evaluación psicológica.
Después de la visita de Polly, quien revela su identidad como elfa, Jake saca a Noelle del hospital y ella regresa al Polo Norte con Nick, Polly y los renos antes de la Nochebuena. De regreso a casa después de una reunión con los ancianos, Nick nomina a Noelle como el próximo Santa, lo que genera controversia en toda la ciudad, pero gana unánimemente el acuerdo de los ancianos cuando determinan que no hay una regla contra una Santa mujer y están convencidos de que ella naturalmente lo ha hecho. las habilidades. Noelle, después de algunos contratiempos, entrega con éxito los regalos en todo el mundo, además de dejar a Jake en la casa de su exesposa para pasar tiempo con Alex.
Noelle es celebrada en el Polo Norte cuando Gabriel regresa feliz al soporte técnico mientras Nick abre un estudio de yoga y Polly se convierte en un elfo mayor. Noelle admite que está orgullosa de continuar con el legado de su padre por ser la vigésimo cuarta generación de Santa y que la Navidad continuará.

## Reparto
- Anna Kendrick - Noelle Kringle, hija de Kris.
- Bill Hader - Nick Kringle, hijo de Kris, hermano de Noelle y el nuevo Santa.
- Shirley MacLaine - Elf Polly, niñera de la infancia de Noelle.
- Kingsley Ben-Adir - Jake Hapman, detective privado del que Noelle se hace amiga.
- Billy Eichner - Gabriel Kringle, primo de Noelle y Nick.
- Julie Hagerty - Sra. Kringle, madre de Noelle y Nick, y esposa de Kris.
- Jay Brazeau - Kris Kringle, padre de Noelle y Nick y exSanta.
- Maceo Smedley - Alex, hijo de Jake.
- Diana-Maria Riva - Helen Rojas.
- Ron Funches - Elf Mortimer.
- Michael Gross - Elder Elf Abe.
- Chelah Horsdal - Dr. Shelley Sussman.
- Anna Van Hooft - Elf Mary.
- Anthony Konechny - Elf Ted.
- Burgess Jenkins - Dan.
- Shaylee Mansfield - Michelle.

## Producción
El 11 de enero de 2017, se anunció que Anna Kendrick interpretaría el papel titular de la hija de Santa Claus, Noelle, y que la película sería escrita y dirigida por Marc Lawrence, y producida por Suzanne Todd para Walt Disney Pictures. En julio de 2017, Bill Hader se unió a la película. En septiembre de 2017, Billy Eichner y Shirley MacLaine se incorporaron al elenco. En octubre de 2017, Julie Hagerty y Maceo Smedley se integraron al reparto. En noviembre de 2017, Michael Gros se unió.
El rodaje de la película comenzó a finales de octubre de 2017 en Vancouver, Columbia Británica, para luego trasladarse al Parque Olímpico de Whistler a principios de enero de 2018, donde la filmación continuó hasta el 19 de enero de 2018. También se realizaron rodajes en Phoenix, Arizona. Cody Fitzgerald y Clyde Lawrence componen la banda sonora de la película.

## Estreno
Noelle fue originalmente programada para ser estrenada en cines el 8 de noviembre de 2019 por Walt Disney Studios Motion Pictures. En febrero de 2018, se reveló que la película sería lanzada en Disney +. Se estrenó el 12 de noviembre de 2019.